# Куфель, Теодор
Теодор Куфель (пол. Teodor Kufel; 6 марта 1920, Бельск (Мазовецкое воеводство) — 1 октября 2016, Варшава) — польский генерал, участник антинацистского Сопротивления и Варшавского восстания, в ПНР — начальник военной спецслужбы Народного Войска Польского. Проводник ортодоксальной просоветской линии в армейском командовании и руководстве ПОРП. Участник репрессивных политических кампаний, сподвижник Мечислава Мочара. При Войцехе Ярузельском обвинён в имущественных злоупотреблениях и отправлен в отставку. В Третьей Речи Посполитой — один из основателей влиятельного Клуба генералов.

## Происхождение и взгляды
Родился в рабочей семье немецкого происхождения. С юности придерживался коммунистических взглядов, состоял в Союзе сельской молодёжи. В 1936 вступил в молодёжную организацию Коммунистической партии Польши. Подвергался аресту за коммунистическую пропаганду.

## В антинацистском Сопротивлении
При нацистской оккупации Теодор Куфель примкнул к коммунистическому крылу польского Сопротивления. В 1941 возглавил плоцкую организацию Союза Рабоче-крестьянских советов «Молот и серп». С 1942 состоял в ППР, был офицером плоцкого штаба Гвардии Людовой. Активно участвовал в партизанских операциях против оккупантов. С 1944 — офицер связи штаба Армии Людовой. Носил подпольные псевдонимы Теох и Рышард Янковский.
В августе-сентябре 1944 года Теодор Куфель в составе Батальона Армии Людовой «Четвертаки» участвовал в Варшавском восстании. Командовал повстанческой ротой в Старом городе и Жолибоже. В течение сентября оказывал активное сопротивление немецким войскам в Кампиносской пуще.

## В силовых структурах ПНР

### Милиция и контрразведка
В феврале 1945 Теодор Куфель поступил на службу в Гражданскую милицию — партийную силовую структуру коммунистической ППР. Возглавлял департамент внутренней службы (контрразведка) в Варшаве, был заместителем воеводских комендантов в Катовице (по политическим вопросам) и Гданьске (по оперативным вопросам), комендантом милиции в Кельце и Познани. В 1950—1954 Куфель — начальник контрразведывательного департамента главного штаба гражданской милиции.
В 1954 перешёл на службу в Министерство общественной безопасности. Прошёл обучение на курсах КГБ СССР. Вернувшись в ПНР, вновь был направлен в милицию, руководил милицейским железнодорожным управлением и железнодорожной инспекцией.
С 1958 Теодор Куфель переведён во Внутреннюю военную службу (WSW) — орган контрразведки и политического сыска Народного Войска Польского. Был заместителем начальника, затем начальником управления военной контрразведки. В ноябре 1964 сменил Александра Кокошина на посту начальника WSW в качестве исполняющего обязанности. С 24 апреля 1965 Теодор Куфель — начальник WSW. Занимал этот пост на протяжении пятнадцати лет.
В октябре 1965 года Теодор Куфель получил звание генерала бригады. С 1971 Куфель — генерал дивизии Народного Войска Польского.

### Политическая позиция
Гражданская милиция и Внутренняя военная служба, особенно контрразведывательные подразделения, имели серьёзное политическое значение и активно занимались политическими репрессиями. Теодор Куфель был видным деятелем силового крыла правящей коммунистической ПОРП. Был делегатом нескольких партийных съездов. В 1968 был кооптирован в Центральную контрольно-ревизионную комиссию ПОРП, в 1971—1980 являлся кандидатом в члены ЦК.
Куфель состоял также в президиуме Высшего совета Союза борцов за свободу и демократию. В 1975—1979 был председателем варшавского отделения этой ветеранской организации.
Политически Теодор Куфель занимал ортодоксально-сталинистские и выражено просоветские позиции. Считался в армейском командовании «гарантом интересов Кремля» и просто «агентом КГБ» . Во внутрипартийных раскладах Теодор Куфель примыкал к национал-коммунистической «фракции партизан» Мечислава Мочара. Он активно участвовал в антисемитской кампании 1967—1968, проводил кадровую чистку в армии, увольняя офицеров еврейской национальности.

## Отставка
В 1979 Теодор Куфель был направлен в Западный Берлин во главе польской военной миссии. На посту начальника WSW его сменил Чеслав Кищак, считавшийся учеником Куфеля. Однако в 1981, после возвращения в ПНР, Куфель был снят со всех постов, уволен из армии и исключён из ПОРП. Формальной причиной послужили дисциплинарные расследования и имущественные злоупотребления Куфеля.
Принято считать, что прекращение карьеры Куфеля было связано прежде всего с целенаправленными интригами «ученика» Кищака. Впоследствии Войцех Ярузельский довольно критично отзывался о Куфеле, причём именно Кищака он называл источником этих негативных оценок.
Отставка и опала вывели Теодора Куфеля из польской военной и политической жизни. В то же время, отстранение уберегло Куфеля от участия в подавлении Солидарности и тем самым несколько «подстраховало» его репутацию. После смены общественно-политического строя Польши Теодор Куфель активно занимался ветеранской деятельностью. Был председателем союза кавалеров ордена «Крест Грюнвальда», вице-президентом Фонда помощи ветеранам.

## Клуб генералов и эволюция взглядов
В 1996 Теодор Куфель стал одним из организаторов Клуба генералов Войска Польского (KGWP) — влиятельной организации отставных военачальников, связанной с Министерством национальной обороны и Генеральным штабом. Формально Куфель не занимал в Клубе руководящих постов, но считался фактическим главой и «учителем» KGWP.
Военно-стратегические воззрения и политические позиции Теодора Куфеля претерпели в Третьей Речи Посполитой значительную эволюцию. Он принял членство Польши в НАТО, ориентировался на либеральную партию Гражданская платформа (PO). Последнее политическое заявление Куфеля в 2015 было выступление в поддержку на президентских выборах представителя PO Бронислава Коморовского.
В марте 2016 на квартире Теодора Куфеля прошёл обыск с изъятием документов 1940-х годов, подлежащих сдаче в Институт национальной памяти.
Скончался Теодор Куфель в возрасте 96 лет. Похоронен на кладбище Воинские Повонзки.